# Carlo Cassola
Carlo Cassola, né le 17 mars 1917 à Rome et mort le 29 janvier 1987 à Montecarlo en Toscane, est un romancier et essayiste italien.

## Biographie
Il est né d'un père lombard et d'une mère toscane. Son père est un patriote et un socialiste qui, à la fin de l'époque du Risorgimento, devient magistrat. Le jeune Carlo, être plutôt solitaire, fait ses études et passe une bonne partie de son adolescence et de sa jeunesse à Rome. Il découvre l'œuvre de Giosuè Carducci qui aura une influence sur son écriture. Il est également marqué par la découverte de l'œuvre de James Joyce autant qu'il est rebuté par les classiques italiens à cause de la lecture détournée qu'en offre l'enseignement officiel fasciste. Pendant les vacances, Cassola vit à Cecina en Toscane.
En 1935, il s'inscrit à la Faculté de Droit de l'Université de Rome. À la même époque, il démontre fort peu d'enthousiasme pour la Seconde guerre italo-éthiopienne, ce qui l'oppose à la politique de Benito Mussolini.
Il amorce sa carrière en littérature par la publication de contes en 1937, année où il doit faire son service militaire. Il continue de faire paraître des contes jusqu'en 1940 où il refuse de se référer aux valeurs de fascisme triomphant pour s'attacher à peindre le flux monotone de la vie et ses valeurs élémentaires, surtout après avoir lu les romans de D. H. Lawrence et de Marcel Proust.
Il se marie en 1940, mais est rappelé dans l'armée l'année suivante, alors que l'Italie participe à la Seconde Guerre mondiale. En opposition à la politique italienne, il s'affirme antifasciste et internationaliste. Dès 1943, il prend contact avec des groupuscules communistes et s'engage dans la Résistance en Toscane. Il fréquente alors des ouvriers, des paysans et des artisans : une expérience qui lui sert au lendemain de la guerre pour créer les personnages de ses romans rattachés au néo-réalisme.
En 1952, il publie Fausto et Anna, un roman autobiographique, qui suscite la polémique en Italie sur la nature de l'engagement politique.
Son roman La Ragazza di Bube, qui obtint le prix Strega en 1960, est adapté au cinéma en 1963 par Luigi Comencini sous le titre La Ragazza. L'une de ses nouvelles, La Visita, est portée à l'écran par Antonio Pietrangeli en 1964, film distribué en France sous le titre, Annonces matrimoniales. En 2004, le réalisateur Carlo Mazzacurati s'inspire de l'un de ses romans, Une relazione, pour la réalisation du film Une romance italienne (L'amore ritrovato).
Lauréat du prix Campiello en 1967 pour Storia di Ada, Carlo Cassola a reçu le prix Bagutta en 1978 pour L'Uomo e il cane.
Ses œuvres des années 1980 sont marquées par le développement de son activité pacifiste.

## Œuvre

### Romans et nouvelles
- La visita (1942)
- Alla periferia (1942)
- La moglie del mercante (1949)
- Fausto e Anna (1952) Publié en français sous le titre Fausto et Anna, Paris, Seuil, 1961
- I vecchi compagni (1953)
- Il taglio del bosco (1953) Publié en français sous le titre La Coupe de bois, Paris, Seuil, 1963 ; réédition, Paris, éditions Sillage, 2018  (ISBN 979-10-91896-71-9)
- La casa di via Valadier (1956)
- Un matrimonio del dopoguerra (1957)
- Il soldato; Rosa Gagliardi (1958)
- La ragazza di Bube (1960) Publié en français sous le titre La Ragazza, Paris, Seuil, 1962 ; réédition, Paris, LGF, coll. « Le Livre de poche » no 2754, 1970 ; réédition, Paris, Cambourakis, coll. « Letteratura », 2015  (ISBN 978-2-36624-116-7)
- Un cuore arido (1961) Publié en français sous le titre Un cœur aride, Paris, Seuil, 1964 ; réédition, Paris, Gallimard, coll. « Folio » no 645, 1974
- La visita (1962), recueil de nouvelles
- Il cacciatore (1964) Publié en français sous le titre Le Chasseur, Paris, Seuil, 1966 ; réédition, Paris, Seuil, coll. « Points » no 365, 1989
- Tempi memorabili (1966)
- Storia di Ada; La maestra (1967) Publié en français sous le titre Fiorella, suivi de Jours mémorables, Paris, Seuil, 1969
- Ferrovia locale (1968)
- Una relazione (1969) Publié en français sous le titre Une liaison, Paris, Seuil, 1971 ; réédition, Paris, LGF, coll. « Le Livre de poche » no 3868, 1974
- Paura e tristezza (1970) Publié en français sous le titre Anna de Volterra, Paris, Seuil, 1973
- Monte Mario (1973) Publié en français sous le titre Mario, Paris, Seuil, 1975
- Gisella (1974)
- Troppo tardi (1975)
- L'antagonista (1976) Publié en français sous le titre L'Antagoniste, Paris, Seuil, 1978
- La disavventura (1977)
- L'uomo e il cane (1977)
- Un uomo solo (1978)
- Il superstite (1978)
- Il paradiso degli animali (1979)
- Vita d'artista (1980)
- Ferragosto di morte (1980)
- Il ribelle (1980)
- La morale del branco (1980)
- La zampa d'oca (1981)
- L'amore tanto per fare (1981)
- Il leone fuggito (1981)
- Colloquio con le ombre (1982)
- Il mondo senza nessuno (1982)
- Gli anni passano (1982)
- Mio padre (1983)

### Autres publications
- I minatori della Maremma (1956), en collaboration avec Luciano Bianciardi
- Viaggio in Cina (1956)
- Poesia e romanzo (1973), en collaboration avec Mario Luzi
- Fogli di diario (1974)
- Ultima frontiera (1976)
- Il gigante cieco (1976)
- La lezione della storia (1978)
- Carlo Cassola: letteratura e disarmo (1978), entretiens recueillis par Domenico Tarizzo
- Contro le armi (1980)
- Il romanzo moderno (1981), essai
- Diritto alla sopravvivenza (1982)
- La rivoluzione disarmista (1983)
- Il mio cammino di scrittore (1984)